# Shanballymore
Shanballymore (iriska: An Seanbhaile Mór) är en ort i republiken Irland.   Den ligger i grevskapet County Cork och provinsen Munster, i den södra delen av landet, 200 km sydväst om huvudstaden Dublin. Shanballymore ligger 77 meter över havet och antalet invånare är 160.
Terrängen runt Shanballymore är platt åt sydost, men åt nordväst är den kuperad.Runt Shanballymore är det glesbefolkat, med 13 invånare per kvadratkilometer. Närmaste större samhälle är Mallow, 14,3 km sydväst om Shanballymore. Trakten runt Shanballymore består till största delen av jordbruksmark.